# Uraloptysma maculata
Uraloptysma maculata is een fossiele soort schietmot uit de familie Uraloptysmatidae.